# Battling Levinsky

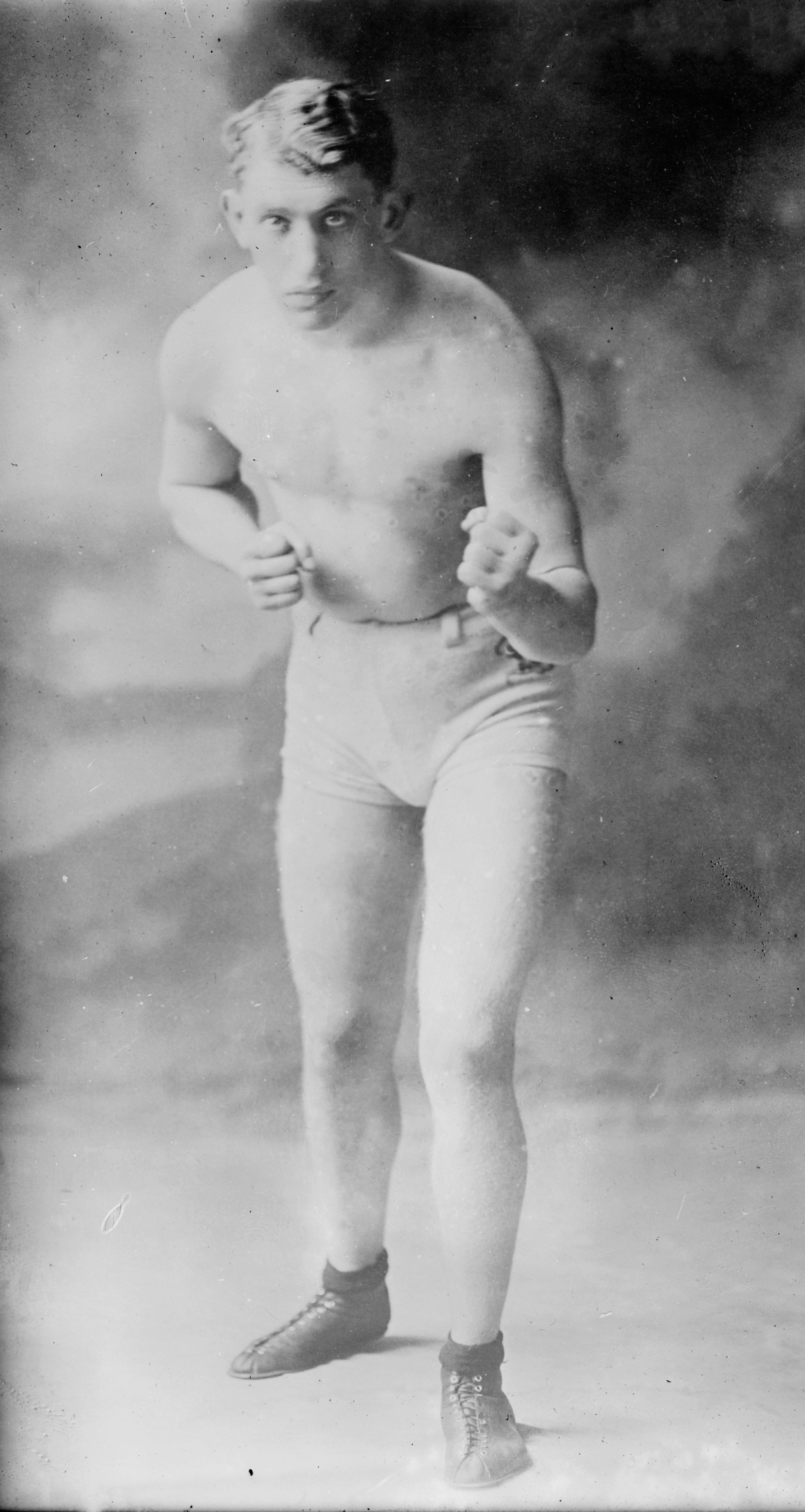
Battling Levinsky

Battling Levinsky (* 10. Juni 1891 in Philadelphia, Pennsylvania als Barney Lebrowitz; † 12. Februar 1949 ebenda) war ein US-amerikanischer Boxer jüdischer Herkunft.
Der Linksausleger gab im Jahre 1910 gegen Matt Ryan mit einem Sieg durch K. o. in Runde 1 erfolgreich sein Profidebüt. In seinem zweiten Kampf erreichte er über sechs Runden nur ein Unentschieden.
Im Oktober 1916 wurde er Weltmeister im Halbschwergewicht. Diesen Gürtel konnte er mehrmals verteidigen und verlor ihn erst am 12. Oktober im Jahr 1920 an den Franzosen Georges Carpentier.